# Tarasivka, Semenivka
Tarasivka (în ucraineană Тарасівка) este un sat în așezarea urbană Semenivka din regiunea Poltava, Ucraina.

## Demografie
Componența lingvistică a localității Tarasivka
     Ucraineană (96,83%)
     Rusă (2,31%)
     Alte limbi (0,58%)
Conform recensământului din 2001, majoritatea populației localității Tarasivka era vorbitoare de ucraineană (96,83%), existând în minoritate și vorbitori de rusă (2,31%).